# 恩岑 (南艾费尔联合市镇)
恩岑是德国莱茵兰-普法尔茨州的一个市镇。总面积9.99平方公里，总人口412人，其中男性213人，女性199人（2011年12月31日），人口密度41人/平方公里。